# ATP Challenger Nottingham-3
Der ATP Challenger Nottingham (offiziell: Lexus Nottingham Challenger) ist ein Tennisturnier, das zwischen 2002 und 2007 sowie seit 2025 in Nottingham, England, stattfindet. Es gehört zur ATP Challenger Tour und wird aktuell im Freien auf Rasen gespielt. Die ersten zwei Jahre wurde auf Hartplatz in der Halle gespielt, später wechselte der Belag zwischen Hartplatz und Rasen sowie zwischen Halle und Freiluft mehrmals.

## Liste der Sieger

### Einzel
| Jahr                         | Sieger                | Finalgegner          | Ergebnis       |
| ---------------------------- | --------------------- | -------------------- | -------------- |
| 2025                         | Jack Pinnington Jones | Kyle Edmund          | 6:4, 7:61      |
| 2008–2024: nicht ausgetragen |                       |                      |                |
| 2007                         | Alun Jones            | Aisam-ul-Haq Qureshi | 6:3, 4:6, 6:4  |
| 2006 (2)                     | Alexander Waske       | Kristian Pless       | 6:4, 6:3       |
| 2006 (1)                     | Antony Dupuis         | Iván Navarro         | 6:4, 7:5       |
| 2005 (2)                     | Alex Bogdanovic       | Mark Hilton          | 6:3, 7:5       |
| 2005 (1)                     | Robin Vik             | Jonathan Marray      | 6:3, 6:2       |
| 2004                         | Jo-Wilfried Tsonga    | Alex Bogdanovic      | 6:3, 6:4       |
| 2003                         | Joachim Johansson     | John van Lottum      | 6:4, 6:74, 6:2 |
| 2002                         | Gilles Elseneer       | Arvind Parmar        | 7:5, 6:2       |

### Doppel
| Jahr                         | Sieger                             | Finalgegner                              | Ergebnis          |
| ---------------------------- | ---------------------------------- | ---------------------------------------- | ----------------- |
| 2025                         | Scott Duncan James MacKinlay       | Charles Broom Mark Whitehouse            | 7:5, 4:6, [20:18] |
| 2008–2024: nicht ausgetragen |                                    |                                          |                   |
| 2007                         | Rohan Bopanna Aisam-ul-Haq Qureshi | Mustafa Ghouse Joshua Goodall            | 6:3, 7:65         |
| 2006 (2)                     | Filip Prpic Nicolas Tourte         | Jamie Delgado Jamie Murray               | 6:4, 4:6, [10:7]  |
| 2006 (1)                     | Martin Lee (2) Jonathan Marray (2) | Joshua Goodall Ross Hutchins             | 3:6, 6:3, [10:3]  |
| 2005 (2)                     | Joshua Goodall Martin Lee (1)      | Jean-Michel Pequery Aisam-ul-Haq Qureshi | 6:4, 7:60         |
| 2005 (1)                     | Mark Hilton Jonathan Marray (1)    | Mustafa Ghouse Harsh Mankad              | 6:4, 3:6, 6:3     |
| 2004                         | Nathan Healey Tuomas Ketola        | Stéphane Bohli Jean-Claude Scherrer      | 0:6, 6:4, 6:2     |
| 2003                         | Amir Hadad Harel Levy              | Scott Humphries Mark Merklein            | 6:4, 6:73, 6:3    |
| 2002                         | Ashley Fisher Stephen Huss         | Scott Humphries Mark Merklein            | 6:3, 7:65         |